# Ferrovia Vercelli-Pavia
La ferrovia Vercelli-Pavia è una linea ferroviaria secondaria a cavallo tra Piemonte e Lombardia, lunga 67 km. È gestita da Rete Ferroviaria Italiana.

## Storia
| Tratta           | Inaugurazione     |
| ---------------- | ----------------- |
| Pavia-Cava       | 10 maggio 1862    |
| Cava-Garlasco    | 11 settembre 1882 |
| Mortara-Robbio   | 6 novembre 1882   |
| Garlasco-Mortara | 31 dicembre 1882  |
| Robbio-Vercelli  | 5 febbraio 1883   |

## Percorso
|  | Unknown route-map component "STR+l" | Unknown route-map component "CONTfq" |

| Unknown route-map component "CONTgq" | Unknown route-map component "ABZg+r" |  |

| Unknown route-map component "uexCONTgq" | Unknown route-map component "emKRZ" | Unknown route-map component "uexCONTfq" |

| Station on track |

| Unknown route-map component "hKRZWae" |

|  | Unknown route-map component "ABZgl" | Unknown route-map component "CONTfq" |

| 79+348 |
| 0+093  |

| Unknown route-map component "SKRZ-Ao" |

| Unknown route-map component "eHST" |

| Straight track + Unknown route-map component "GRZq" |

| Unknown route-map component "HSTeBHF" |

| Station on track |

| Unknown route-map component "HSTeBHF" |

| Unknown route-map component "d" |  | Unknown route-map component "ABZg+l" | Unknown route-map component "SPLaq" | Unknown route-map component "dvCONTfq" |

| Station on track |

| Unknown route-map component "dvCONTgq" | Unknown route-map component "SPLeq" | Unknown route-map component "ABZgr" |  | Unknown route-map component "d" |

| Unknown route-map component "uexCONTgq" | Unknown route-map component "emKRZ" | Unknown route-map component "uexCONTfq" |

| Unknown route-map component "HSTeBHF" |

| Unknown route-map component "HSTeBHF" |

| Unknown route-map component "uexCONTgq" | Unknown route-map component "emKRZ" | Unknown route-map component "uexCONTfq" |

| Station on track |

| Unknown route-map component "HSTeBHF" |

| Unknown route-map component "SKRZ-Au" |

| Stop on track |

| Unknown route-map component "CONTgq" | Unknown route-map component "dSTRq" | Unknown route-map component "ABZg+r" | Unknown route-map component "d" |  |

| Station on track |

| 55+219 |
| 35+560 |

| Unknown route-map component "exCONTgq" | Unknown route-map component "exdSTRq" | Unknown route-map component "eABZgr" | Unknown route-map component "d" |  |

| Unknown route-map component "dCONTgq" | Unknown route-map component "v-STR+r" | Unknown route-map component "dSTR" |  | Unknown route-map component "d" |

| Unknown route-map component "dRAq" | Unknown route-map component "vSKRZ-Ao" | Unknown route-map component "dRAq" | Unknown route-map component "d" |

| Unknown route-map component "xvÜSTr" | Unknown route-map component "d" |

| Unknown route-map component "dWASSERq" | Unknown route-map component "dWBRÜCKE" | Unknown route-map component "exdWBRÜCKE" | Unknown route-map component "dWASSERq" | Unknown route-map component "d" |

| Unknown route-map component "BS2c1" | Unknown route-map component "xSHI2g+r" |  |

| Station on track |

| Unknown route-map component "CONTgq" | Unknown route-map component "ABZgr" |  |

|  | One way leftward | Unknown route-map component "CONTfq" |

## Traffico
La linea è percorsa da treni regionali di Trenord lungo la relazione Vercelli-Pavia, con cadenza oraria nei giorni feriali e bi-oraria in quelli festivi, che effettuano fermata in tutte le stazioni, con alcune corse limitate alla tratta tra Mortara e Pavia e altre a quella tra Vercelli e Mortara. Tutte le corse sono attualmente effettuate con gli autotreni ATR 803, che hanno rimpiazzato negli anni le automotrici ALn 668.

## Caratteristiche
La linea è una ferrovia con scartamento ordinario di 1 435 mm, a binario singolo e non elettrificata, ad eccezione del tratto iniziale e di quello a ridosso di Mortara. Il tratto tra le stazioni di Pavia e Cava-Carbonara è condiviso con la linea Pavia-Torreberetti-Alessandria.

### Cinema
Nel 1984, nei pressi di Villanova d'Ardenghi, venne girata la celebre sequenza del film Il ragazzo di campagna in cui il protagonista, il contadino Artemio, interpretato da Renato Pozzetto, osserva insieme agli amici contadini il transito del treno lungo la linea ferroviaria.

### Esplicative
1. ↑  Parte della linea Alessandria-Pavia.

### Bibliografiche
1. ↑  Prospetto cronologico dei tratti di ferrovia aperti all'esercizio dal 1839 al 31 dicembre 1926